# 安妮·沃西基
安妮·沃西基（英語：Anne Wojcicki，1973年7月28日—），美国生物学家、企业家，基因技术公司23andMe的联合创始人。
沃西基是斯坦福大学物理学家斯坦利·沃西基（Stanley Wojcicki）与创作共用副主席埃丝特·沃西基（Esther Wojcicki）之女。她于1996年毕业于耶鲁大学生物学系。2006年，她和琳达·埃维（Linda Avey）一同创办了基因技术公司23andMe。2007年，她与Google创始人谢尔盖·布林成婚。她们育有一子一女。2015年6月，與谢尔盖·布林離婚。